# キリスト発言

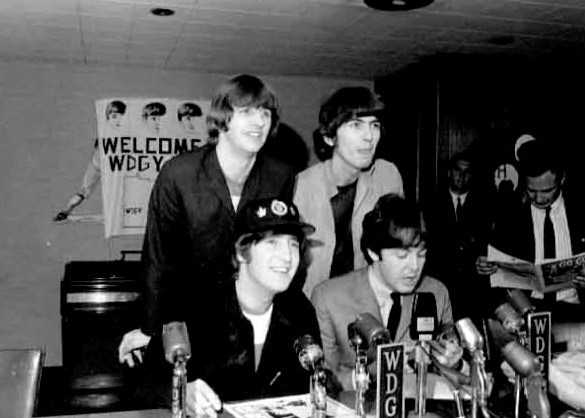
ザ・ビートルズ(1965年)

キリスト発言（キリストはつげん、英: More popular than Jesus）は、1966年のジョン・レノン（ビートルズ）の「僕たちはイエスより人気がある」という発言とそれをめぐる論議のことである。1966年7月、「ロンドン・イブニング・スタンダード」紙のレノンへのインタビュー記事の一部分であるキリスト教に対する発言が引用され、アメリカの雑誌「デイトブック」に掲載された。アメリカ合衆国や多くのキリスト教国のラジオ局がビートルズの楽曲を放送禁止とし、南アフリカ共和国政府やスペイン政府は公式に抗議声明を発表した。抗議の声はローマ教皇まで届いた。

## 背景
ビートルズ最後のアメリカ公演が行われる数カ月前の1966年3月4日、モーリーン・クリーブとの取材記事「How dose a Beatle live? John Lennon lives like this」が「ロンドン・イブニング・スタンダード」紙に掲載された。この内容はビートルズのメンバーの私生活についてのものである。ここでレノンは以下のように発言した。
イギリスでは「いつものレノンの毒舌」という程度と受け止められ、問題にはされなかった。ニューヨーク・タイムズなどの世界中の出版社に配信された時も、特に問題も起こらなかった。

## アメリカの反応
この記事がアメリカの雑誌「デイトブック」に取材の抜粋として一部引用されると、アメリカで論議が巻き起こった。「デイトブック」は、アメリカの10代向け雑誌であったが、深刻な社会問題や政治を扱うといった側面も持っていた。同誌のアーサー・ウンガー編集長は、ビートルズを単なるアイドルとして扱わない編集方針を採っており、ビートルズ側からも好意的に受け入れられていた。これにより、イギリスからビートルズの独占記事を購入していた「デイトブック」の表紙には、元記事からレノンの「ロックンロールかキリスト教、どちらが先に消えるかは分からない」という発言と、ポール・マッカートニーの「黒人全員が汚れた×××と見なされる、うんざりする国」という発言が引用された。宗教と人種差別を批判したのである。
この論議をさらに大きくしたのは、アラバマ州バーミングハムのWAQYラジオ局であった。同局に所属するDJのトミー・チャールズは、ビートルズの楽曲を放送禁止にすると宣言、「ビートルズ禁止」を掲げ抗議活動を開始した。また、レコードの焼却も呼びかけた。ニューヨーク州オグデンズバーグから遠くユタ州ソルトレイクシティまで、ラジオ局数十局がWAQYラジオに続き、活動に同調した。アメリカ南部、特にバイブル・ベルト地帯ではビートルズに対する強い反発が起こり、数多くのレコードや書籍が燃やされた。アメリカの秘密結社「クー・クラックス・クラン」（KKK）もレコード焼却運動を扇動した。こうした抗議運動の影響により、キャピトル・レコードの株価も暴落している。
騒動が始まった頃、ビートルズのメンバーはまだ事態を深刻に考えてはおらず、むしろ少し面白がっていた。しかし抗議行動は続き、ビートルズへ深刻な脅迫状が多数送られる危険な状況となる。
レノンを取材したモーリーン・クリーブは、「最近のイギリスでのキリスト教の衰退の現実を見て憂いたもの」であると発言を擁護した。ビートルズの関係者は、レノンの発言が誤って引用されたと主張し、決してクリーブに責任転嫁をしなかった。
マネージャーのブライアン・エプスタインは、7月のフィリピン公演の時、イメルダ・マルコス大統領夫人の歓迎パーティーへの出席をビートルズ側が辞退したことで起きた騒動が原因で病気療養中であったが、直ちに渡米し記者会見を行った。
1966年の初夏からビートルズへの殺害予告が繰り返されたことから、彼らはきわめて緊迫した状況に置かれることになったが、6月末に行われた日本公演は、アメリカなど他国とはまったく異なる雰囲気にあった。ジョージ・ハリスンは、「武道館はマーシャル・アーツのスピリットのためにある場所だから、日本では、そう主張するたくさんの学生がストライキをやっていた。それでも武道館は、暴力とスピリチュアルだけでなく、ポップ・ミュージックも受け入れてくれた」と回想した。ビートルズはロックミュージシャンでも受けない殺害予告の脅迫を受け、ホテルから外出禁止を言い渡された。公演の際には、観客を静めるために多数の警察官が護衛を担当した。

## レノンの謝罪会見
予定通りロンドンを発ったビートルズは、1966年8月11日にイリノイ州シカゴで会見を開き、発言の真意を説明した上で謝罪した。レノンは釈明に消極的であったが、危機に瀕したバンドと公演のために会見への出席を決断した。
「イギリスでのキリスト教衰退の事実を指摘しただけ。反宗教的な、不愉快なことを言うつもりなど全くなかった。キリストを人として、自分たちと比べたりもしていない。発言に他意は無かった。口にしてしまったことを申し訳なく思っている。発言が間違って解釈された」とレノンは釈明した。この会見の後、レノンの弁明を受け入れたアメリカのほとんどの都市で抗議活動は鎮まった。

## 最後の公演

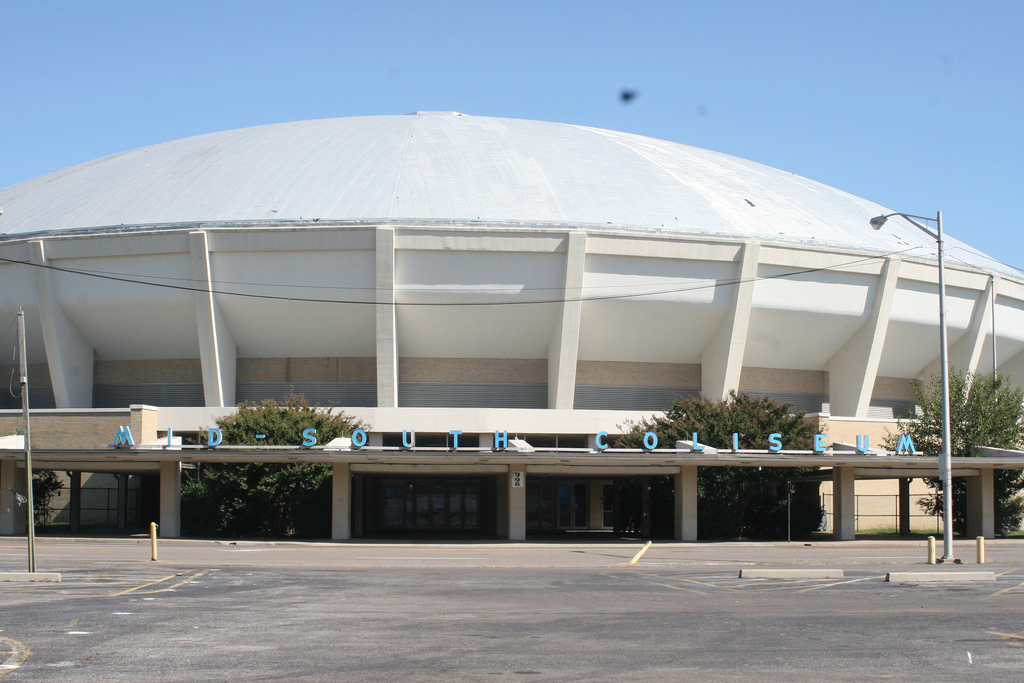
ミッド-サウス コロシアム(テネシー州メンフィス)

アメリカ公演は、1966年8月12日から17日間14か所、19回行われたが、その間もまだ抗議行動は続いていた。ワシントンDCの公演会場外でクー・クラックス・クランのメンバーが数人デモを行ったが、公演への影響はなかった。しかしメンフィス市議会は全会一致でメンフィスを訪れたビートルズへの非難声明を発表したほか、クー・クラックス・クランのメンバーが、テレビ番組でビートルズを公に脅迫した。エプスタインは連続して行われる公演の中止を提案したが、警戒措置を強化して公演を開催することが決定された。8月19日のメンフィス公演は予定通り行われたが、夜の公演での3曲目、ジョージ・ハリスンの「恋をするなら」の演奏時に銃声のような音が会場に響き渡った。子供が悪戯でバルコニー席から爆竹を投げたのである。各地で抗議や脅迫が続くなか、予定通り全ての公演を開催(大雨により中止された8月20日のオハイオ州シンシナティ公演は翌21日に振り替えられている)したビートルズは8月29日にカリフォルニア州サンフランシスコのキャンドルスティック・パークで最後の公演を行い、31日に帰国した。

## その他
後にレノンは、「キリスト発言をしなかったら、今もまだ公演をしていただろう。僕は神に感謝する」と、クリーブに心境を語ったという。1970年の曲「ゴッド」では、イエス・キリスト、聖書、仏陀、『バガヴァッド・ギーター』もビートルズも信じないと歌っている。1971年の曲「イマジン」では、「想像してごらん、天国は存在しないんだと」という歌詞に批評家たちが焦点を当てた。1980年12月8日、「僕たちはキリストより人気がある」という発言をイエスへの冒涜と解釈したマーク・チャップマンによって、レノンは殺害された。チャップマンは、「ゴッド」と「イマジン」の曲にさらに憤慨したと述べ、「イマジン」の歌詞を「想像してごらん、ジョン・レノンが死んだように」と変更していた。
2008年、ヴァチカンの公式新聞「オッセルヴァトーレ・ロマーノ」は、キリスト発言を再度掲載したが、ビートルズの『ホワイト・アルバム』40周年記念を祝う長い社説とともにビートルズを称賛する内容で記事を締めくくっている。2010年4月にも、ビートルズ解散40周年に合わせてビートルズを称賛する記事を掲載した。